# Rosey (wrestler)
Matthew Tapunu'u Anoa'i, meglio conosciuto come Rosey (San Francisco, 7 aprile 1970 – Pensacola, 17 aprile 2017), è stato un wrestler statunitense di origini samoane, noto per i suoi trascorsi nella World Wrestling Entertainment tra il 2002 e il 2006.
In WWE vinse una volta il World Tag Team Championship (con The Hurricane).

## Carriera da wrestler

### Gli inizi (1995–2001)
Allenato insieme al cugino Eddie Fatu nella Wild Samoan Training Facility da suo zio, Afa Anoa'i Sr., Matt iniziò a lottare nella World Xtreme Wrestling, circuito dello zio Afa.
Cominciò a combattere nelle competizioni di coppia, formando con Samu il Samoan Gangsta Party; il duo ebbe una breve esperienza in Extreme Championship Wrestling. Durante la metà degli anni novanta, Anoa'i iniziò a competere in vari circuiti indipendenti, vincendo vari titoli di coppia.

### Heartland Wrestling Association (2001–2002)
Nel 2001, Anoa'i firmò con la WWE venendo assegnato alla Heartland Wrestling Association (HWA) a Cincinnati, in Ohio dove, insieme a Fatu, vinse il titolo di coppia.

### World Wrestling Entertainment (2002–2006)
Nel 2002, Anoa'i e Fatu furono chiamati a combattere nel roster di Raw, assumendo il nome di 3-Minute Warning; in seguito furono assegnati come enforcers all'allora general manager di Raw Eric Bischoff. Nel 2003, dopo l'addio di Fatu, Anoa'i fu affiancato a The Hurricane e i due cominciarono a lottare insieme, formando il team chiamato "The Hurricane & Rosey". Rosey assunse quindi il soprannome di "S.H.I.T.", acronimo per Super Hero In Training (supereroe in allenamento). Dopo due anni, i due vinsero il World Tag Team Championship, ma il team si sciolse poco dopo che i due persero i titoli. Anoa'i fu svincolato dalla WWE nel marzo 2006.

### Circuito indipendente (2006–2017)
Dopo la sua esperienza in WWE, Anoa'i continuò la sua carriera nel wrestling, apparendo in vari circuiti indipendenti.

## Vita privata
Figlio di Sika Anoa'i e fratello maggiore di Roman Reigns, nacque a San Francisco il 7 aprile 1970. Numerosi suoi parenti furono wrestlers tra cui The Rock, Yokozuna, Umaga, Rikishi (suoi cugini) così come i suoi cugini di secondo grado, i gemelli Jimmy e Jey Uso oltre a Solo Sikoa.
Oltre al wrestling, Anoa'i fu anche un concorrente nel reality show americano Fat March.

## Morte
Sofferente di cuore da alcuni anni a causa del suo peso, morì il 17 aprile 2017 per un arresto cardiaco all'età di 47 anni; fu sepolto nei Pensacola Memorial Gardens di Pensacola, in Florida.

## Nel wrestling

### Mosse finali
- Diving leg drop
- Running discus leg drop
- Sitout swinging side slam

### Manager
- Rico
- Haku
- Super Stacy

### Soprannomi
- "Big Rosey"
- "Super Hero in Training"

## Titoli e riconoscimenti
- Frontier Martial-Arts Wrestling / World Entertainment Wrestling
  - FMW/WEW Hardcore Tag Team Championship (1) – con Eddie Fatu
- Heartland Wrestling Association
  - HWA Tag Team Championship (1) – con Ekmo
- Memphis Championship Wrestling
  - MCW Southern Tag Team Championship (3) – con Ekmo
- Pro Wrestling Illustrated
  - 345º tra i 500 migliori wrestler secondo PWI 500 (2010)
- World Wrestling Council
  - WWC World Tag Team Championship (1) – con Tahiti
- World Wrestling Entertainment
  - World Tag Team Championship (1) – con The Hurricane
- World Xtreme Wrestling
  - WXW Tag Team Championship (2) – con L.A. Smooth
- Wrestling Observer Newsletter
  - Worst Tag Team (2002) con Eddie Fatu